# Treibhaus Erde
Die Begriffe Treibhaus Erde (englisch Hothouse Earth) und Heißzeit bezeichnen in der Klimaforschung (insbesondere der Forschung zum Thema Resilienz) einen Zustand des Klimasystems der Erde jenseits einer planetaren Grenze von etwa 2 °C gegenüber dem vorindustriellen Temperaturwert, ab dem das System im Wesentlichen von endogenen biogeophysikalischen Rückkopplungen angetrieben wird. Die Folge wären eine sehr starke Temperaturerhöhung, eine Verschiebung beziehungsweise Umstrukturierung der bestehenden Klimazonen sowie ein Anstieg des Meeresspiegels im zweistelligen Meterbereich, mit in weiten Regionen für viele autochthone Tier- und Pflanzenarten lebensfeindlichen Bedingungen. Es handelt sich hierbei um ein mögliches Szenario für eine langanhaltende globale Erwärmung im Rahmen eines Klimawandels, der das Erdsystem aus der gegenwärtigen Zwischeneiszeit in einen Warmklima-Zustand überführt (siehe auch: Klimazustand).
In der Paläoklimatologie wird Hothouse oftmals als Gegenbegriff zu Icehouse verwendet,:7 wobei der Begriff Icehouse auch auf extreme Kältephasen wie das Schneeball-Erde-Stadium ausgedehnt werden kann. Zwischen den beiden Extrema Hothouse als starkes Treibhausklima und Icehouse als Klima mit mindestens einem vergletscherten Pol liegt dabei das Warmklima Greenhouse.:8

## Erdgeschichtliche Treibhausphasen

Temperaturgeschichte der letzten 541 Mio. Jahre mit extremen Treibhausphasen während des Devons, an der Perm/Trias-Grenze und in der Kreide

Extreme Heißphasen waren in der Erdgeschichte keine Seltenheit und traten – meistens in Zusammenhang mit einer Destabilisierung der Biosphäre – im Verlauf des Phanerozoikums immer wieder auf. Seit rund 34 Millionen Jahren befindet sich die Erde im Känozoischen Eiszeitalter, aktuell im Interglazial des Holozäns. Im Vergleich dazu lagen die Temperaturen während des Klimaoptimums in der Kreidezeit etwa 8 °C höher als heute, bei Drei- bis Vierfachen CO2-Konzentrationen in der Atmosphäre.
Mit dem Paläozän/Eozän-Temperaturmaximum vor 55,8 Millionen Jahren und dem Eocene Thermal Maximum 2 vor 53,7 Millionen Jahren gab es in der jüngeren Erdgeschichte zwei Ereignisse, in deren Verlauf die Globaltemperatur binnen kurzer Zeit um etwa 6 °C von 18 auf 24 °C anstieg. Die Ursachen und die genaue Dauer dieser Perioden sind nicht genau bekannt, stehen jedoch mit einer erheblichen Zunahme von Treibhausgasen in Verbindung. Diese Wärmeereignisse waren mit weitreichenden Dürreperioden in den Subtropen, aber einer Zunahme des Niederschlages vor allem in den Polarregionen verbunden. Außerdem kam es zu einer Sauerstoffverarmung im Ozean sowie zu deutlichen Veränderungen terrestrischer und mariner Biotope.

## Entwicklungspfade im Anthropozän

### Kipppunkt
Es herrscht in der Klimaforschung weitgehend Einigkeit darüber, dass es Kippelemente im Erdsystem gibt, durch die eine irreversible Trajektorie in Richtung eines für das Quartär ungewöhnlich warmen Klimas eingeschlagen wird, mit für die Menschheit bedrohlichen Folgen. Unterschiedliche Klimamodelle kommen jedoch zu unterschiedlichen Ergebnissen, bei welcher Temperatur genau diese Schwelle liegt. Eine vielbeachtete Metaanalyse von Steffen et al. kam 2018 zu dem Ergebnis, dass bereits das im Übereinkommen von Paris festgelegte 2-Grad-Ziel nicht ausreichen könnte, um das Klimasystem zu stabilisieren. Stattdessen droht durch irreversible Rückkopplungen ein Entwicklungspfad, der zu einem dem Miozänen Klimaoptimum entsprechenden Temperaturniveau führen könnte (vor 17 bis 15 Millionen Jahren; zum Vergleich: die ersten Funde aufrecht gehender Homini werden auf ein Alter von grob 5 Mio. Jahren datiert → Stammesgeschichte des Menschen). Steffen et al. bezeichneten diesen Pfad als „Treibhaus Erde“-Pfad.

### Einflussfaktoren
Es gibt eine Reihe von Rückkopplungseffekten, die aus dem quartären Klima heraus führen können. Diese Effekte werden zum Teil auch als „Domino-Effekte“ bezeichnet. Durch einen Anstieg der globalen Temperaturen kommt es zu einem Auftauen der Permafrostböden in Sibirien, Nordamerika und Skandinavien. Dadurch wird (neben Kohlenstoffdioxid aus unverrotteter Biomasse) auch das in den Böden als Hydrat gespeicherte Treibhausgas Methan freigesetzt. Durch diese Freisetzung wird der Treibhauseffekt wiederum beschleunigt, d. h., die Temperaturen steigen noch schneller an. Ebenso kann Methan aus Methanhydratvorkommen freigesetzt werden, die sich an den Hängen der Kontinentalschelfe in den Weltmeere befinden. Ferner kommt es durch ansteigende Temperaturen zu einer Eisschmelze an den Polen und dunklere Vegetationszonen weiten sich aus. Dadurch sinkt die Albedo, was zu einer Absorption von Wärme statt einer Rückstrahlung ins All führt, was wiederum zu einem noch schnelleren Temperaturanstieg des Wassers und so zu weiterer Freisetzung von Methan führt. Durch einen Temperaturanstieg sterben auch Teile des tropischen Regenwaldes ab. Dadurch wird wiederum Kohlenstoffdioxid freigesetzt. Es kommt auch hier zu einer Beschleunigung des Temperaturanstiegs. Da auch Wasserdampf als Treibhausgas wirkt, stellt die mit der Temperatur ansteigende Verdunstung (von z. B. Meerwasser) einen weiteren beschleunigenden Baustein im gesamten Wechselwirkungsspektrum dar (Wasserdampf-Rückkopplung). Die physiologischen Kohlenstoffsenken an Land und in den Meeren werden schwächer, sie nehmen weniger CO2 aus der Atmosphäre auf – was relativ höhere atmosphärischen CO2-Konzentrationen und Temperaturen bewirkt.
Laut wissenschaftlichen Analysen besteht die Möglichkeit, dass sich die Erde trotz Klimaschutzmaßnahmen zur Stabilisierung der globalen Erwärmung aufgrund mehrerer Rückkopplungen deutlich über den angestrebten Grenzwert des Pariser Abkommens von 2 °C hinaus erwärmt.:8254 Eine derartige Entwicklung hätte beträchtliche Folgen für Flora und Fauna aller Klimazonen. So könnten 4–20 Prozent der weltweiten Landflächen von der bis zum Jahr 2100 einsetzenden Umwandlung oder Verlagerung der bestehenden Klimazonen betroffen sein (Szenario B1), verbunden mit zunehmendem Artenschwund und großflächiger Entwaldung. Besonders gefährdet wären subtropische und tropische Gebiete und ebenso die arktischen Regionen, wenn der gegenwärtige Trend der polaren Verstärkung anhält. Markante Auswirkungen hätte die Klimaveränderung unter anderem auch für den Mittelmeerraum sowie für Teile von Chile und Kalifornien, bedingt durch zunehmende Trocken- und Dürrephasen in Verbindung mit regionalen Wüstenbildungen.

### Gegenmaßnahmen
Kollektives menschliches Handeln ist erforderlich, um das Klimasystem der Erde von einer potenziellen Schwelle wegzusteuern und es in einem bewohnbaren interglazialen Zustand zu stabilisieren; ein solches Handeln beinhaltet die Verantwortung für alle Elemente des Erdsystems (Biosphäre, Klima, Gesellschaft) und könnte die Dekarbonisierung der Weltwirtschaft, die Verbesserung von Kohlenstoffsenken der Biosphäre, Verhaltensänderungen, technologische Innovationen, neue regulatorische Maßnahmen und veränderte soziale Wertvorstellungen umfassen.

## Begriffsgeschichte
Jean Baptiste Joseph Fourier beschrieb 1824 den Effekt, der später als Treibhauseffekt bekannt wurde, ohne jedoch den Begriff „Treibhaus“ zu verwenden. Um 1860 formulierten John Tyndall und Eunice Newton Foote wahrscheinlich unabhängig voneinander den Zusammenhang zwischen einem Anstieg atmosphärischer Treibhausgaskonzentrationen und zunehmenden Temperaturen auf der Erde. Svante Arrhenius vermutete um 1900, dass steigende Treibhausgaskonzentrationen durch die im Zuge der Industrialisierung stark zunehmende Verbrennung von Kohle und Öl den natürlichen Treibhauseffekt verstärken und im Zeitraum einiger Jahrhunderte das Klima merklich erwärmen würden (→ Forschungsgeschichte des Klimawandels). Arrhenius verwendete in seinem 1906 erschienenen Werk Världarnas utveckling in dem Zusammenhang den Begriff „drivbänk“ („Treibhaus“ in der deutschen Übersetzung von 1907, „hothouse“ in der englischen, 1908). Der US-amerikanische Physiker Robert Williams Wood benutzte 1909 wohl als erster den Begriff „greenhouse“. Beide bezeichneten so das geophysikalische Phänomen des Treibhauseffekts, nicht aber vergangene oder drohende künftige Klimazustände im Sinn einer Heißzeit oder eines Treibhausklimas.
Der Begriff „Hothouse earth“ wurde vereinzelt in den 1970er-Jahren verwendet. So bediente sich der Kernphysiker Howard A. Wilcox des Begriffes 1975 als Metapher für eine Erwärmung der Erde um etwa 0,5–1,5 °C innerhalb von etwa 80 Jahren, die seiner Meinung nach – durch Rückkopplungen verstärkt – reichen würden, um das Schmelzen der polaren Eiskappen auszulösen.
Der Journalist Fred Pearce betitelte sein 1990 erschienenes populärwissenschaftliches Buch über die globale Erwärmung infolge der menschlichen Verstärkung des Treibhauseffektes mit „Treibhaus Erde“, ohne den Begriff genauer einzugrenzen.
Der Begriff „Heißzeit“ wurde nach der Dürre und Hitze in Europa 2018 von der Gesellschaft für deutsche Sprache im Dezember 2018 zum Wort des Jahres gewählt.